# Classificació de la Copa del Món de futbol 2010-CAF

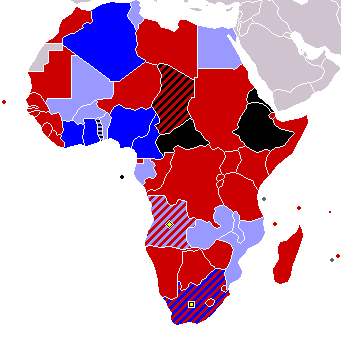
Resultat:
Països classificats pel Mundial
Països classificats per la Copa d'Àfrica
Països no classificats
Països que abandonaren o desqualificats

La fase de classificació de la Copa del Món de Futbol 2010 de la zona africana fou organitzada i supervisada per la CAF.
La zona africana disposava de 5 places directes per la fase final. Per decidir-les es disputaran tres fases. A la primera s'enfronten els deu equips amb pitjor coeficient FIFA dels quals 5 es classificaran per a la següent fase. La segona fase consta de 12 grups de 4 equips cadascun. Els primers de cada grups i els 8 millors segons passaran a la decisiva tercera fase. En aquesta tercera fase es faran 5 grups de 4 equips dels que els primers classificats de cada grups obtindran un bitllet per a la Copa del Món 2010.
La competició serví com a classificació per a la Copa d'Àfrica de Nacions 2010.

## Primera fase
| Equip 1      | Global | Equip 2       | Anada | Tornada |
| ------------ | ------ | ------------- | ----- | ------- |
| Madagascar   | 10–2   | Comores       | 6–2   | 4–0     |
| Djibouti     | 1–0    | Somàlia       | 1–0   | n/d     |
| Sierra Leone | 1–0    | Guinea Bissau | 1–0   | 0–0     |

Djibuti, Sierra Leone i Madagascar es van classificar per la segona fase.

## Segona fase (grups)

### Grup 1
Error de Lua a Mòdul:Sports_table/sub a la línia 10: attempt to concatenate local 'text' (a nil value).

### Grup 2
Error de Lua a Mòdul:Sports_table/sub a la línia 10: attempt to concatenate local 'text' (a nil value).

### Grup 3
Error de Lua a Mòdul:Sports_table/sub a la línia 10: attempt to concatenate local 'text' (a nil value).

### Grup 4
Error de Lua a Mòdul:Sports_table/sub a la línia 10: attempt to concatenate local 'text' (a nil value).

### Grup 5
Error de Lua a Mòdul:Sports_table/sub a la línia 10: attempt to concatenate local 'text' (a nil value).

### Grup 6
Error de Lua a Mòdul:Sports_table/sub a la línia 10: attempt to concatenate local 'text' (a nil value).

### Grup 7
Error de Lua a Mòdul:Sports_table/sub a la línia 10: attempt to concatenate local 'text' (a nil value).

### Grup 8
Error de Lua a Mòdul:Sports_table/sub a la línia 10: attempt to concatenate local 'text' (a nil value).

### Grup 9
Error de Lua a Mòdul:Sports_table/sub a la línia 10: attempt to concatenate local 'text' (a nil value).

### Grup 10
Error de Lua a Mòdul:Sports_table/sub a la línia 10: attempt to concatenate local 'text' (a nil value).

### Grup 11
Error de Lua a Mòdul:Sports_table/sub a la línia 10: attempt to concatenate local 'text' (a nil value).

### Grup 12
Error de Lua a Mòdul:Sports_table/sub a la línia 10: attempt to concatenate local 'text' (a nil value).

## Tercera fase (grups)

### Grup A
Error de Lua a Mòdul:Sports_table/sub a la línia 10: attempt to concatenate local 'text' (a nil value).

### Grup B
Error de Lua a Mòdul:Sports_table/sub a la línia 10: attempt to concatenate local 'text' (a nil value).

### Grup C
Error de Lua a Mòdul:Sports_table/sub a la línia 10: attempt to concatenate local 'text' (a nil value).

### Grup D
Error de Lua a Mòdul:Sports_table/sub a la línia 10: attempt to concatenate local 'text' (a nil value).

### Grup E
Error de Lua a Mòdul:Sports_table/sub a la línia 10: attempt to concatenate local 'text' (a nil value).

## Equips classificats
Equips classificats per a la Copa del Món:
| Equip         | Classificat com a | Data de classificació | Participacions anteriors         |
| ------------- | ----------------- | --------------------- | -------------------------------- |
| Sud-àfrica    | Seu               | 15 maig 2004          | 2 (1998, 2002)                   |
| Camerun       | Campió del Grup A | 14 novembre 2009      | 5 (1982, 1990, 1994, 1998, 2002) |
| Nigèria       | Campió del Grup B | 14 novembre 2009      | 3 (1994, 1998, 2002)             |
| Algèria       | Campió del Grup C | 18 novembre 2009      | 2 (1982, 1986)                   |
| Ghana         | Campió del Grup D | 6 setembre 2009       | 1 (2006)                         |
| Costa d'Ivori | Campió del Grup E | 10 octubre 2009       | 1 (2006)                         |

Els 16 equips classificats per la Copa d'Àfrica foren:
- Algèria
- Angola (seu)
- Benín
- Burkina Faso
- Camerun
- Egipte (vigent campió)
- Gabon
- Ghana
- Costa d'Ivori
- Malawi
- Mali
- Moçambic
- Nigèria
- Togo
- Tunísia
- Zàmbia